# 쓰라지마정
쓰라지마정(連島町)은 오카야마현 아사쿠치군에 설치되었던 정이다. 현재의 구라시키시 미즈시마 지구의 일부에 해당한다.